# Kiuruvesi
Kiuruvesi is een gemeente en stad in de Finse provincie Oost-Finland en in de Finse regio Noord-Savo. De gemeente heeft een landoppervlakte van 1.328,17 km² en telt 7.597 inwoners (2022).

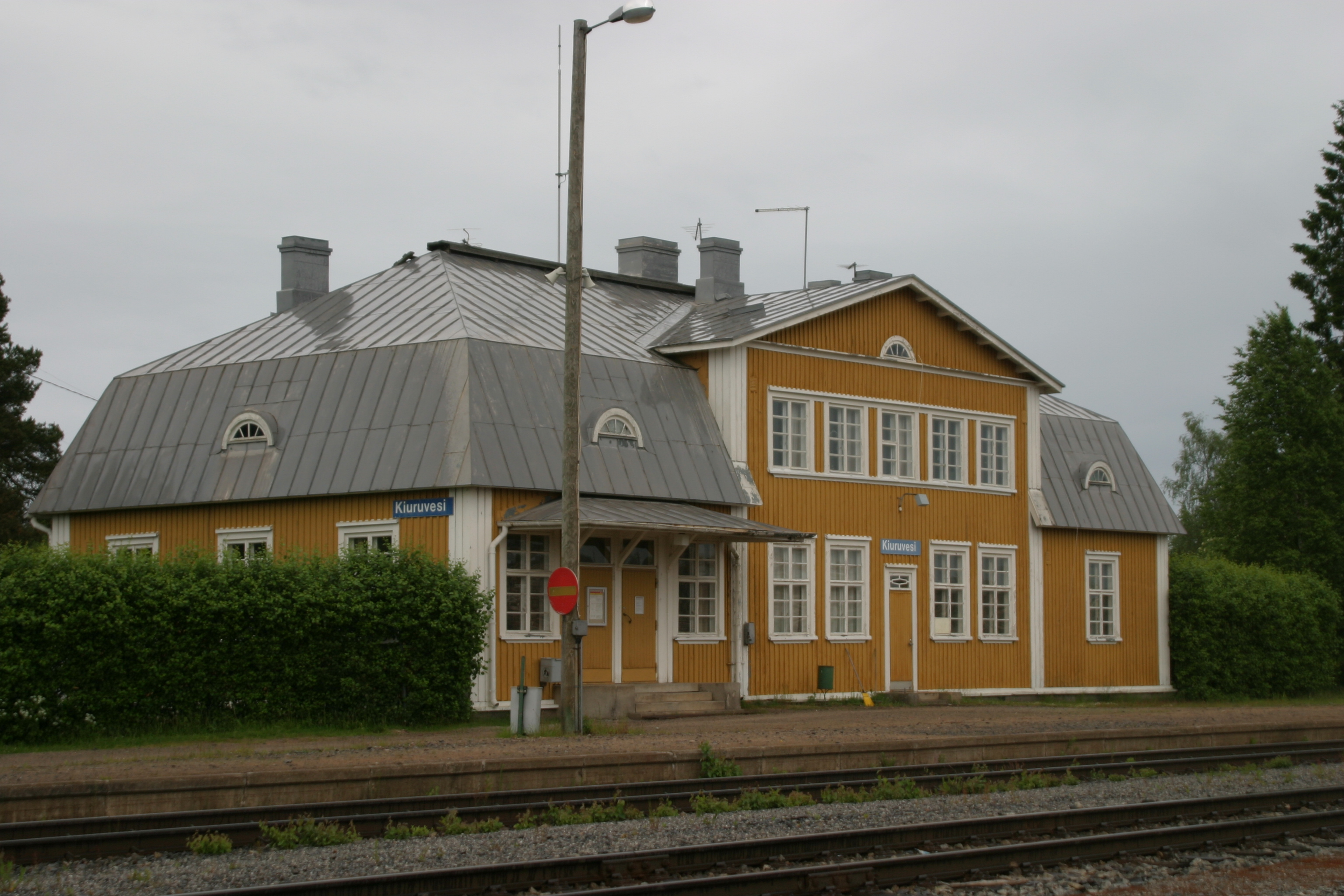
Station van Kiuruvesi
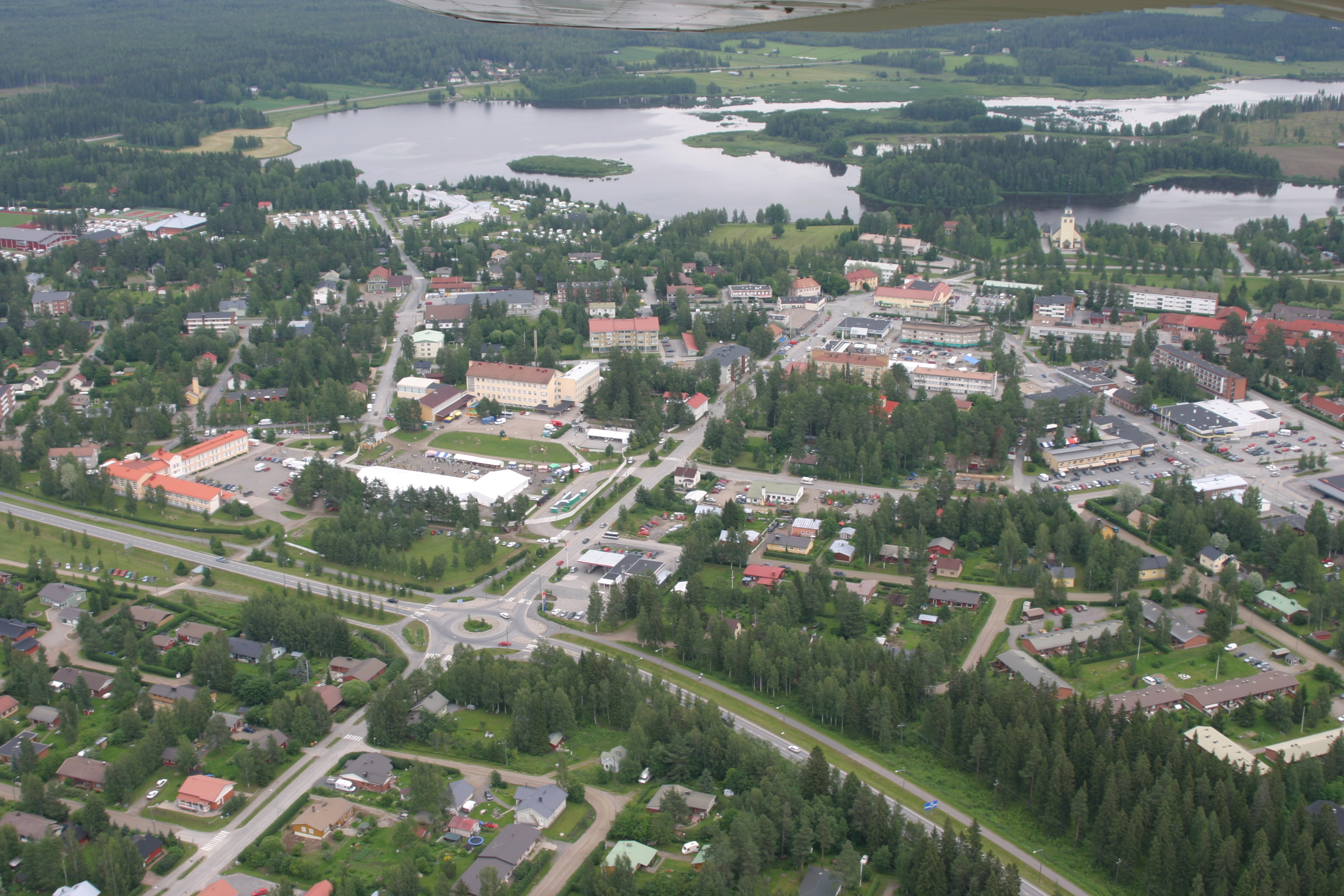
Kiuruvesi